# 昌溪忠烈庙
昌溪忠烈庙位于安徽黄山市歙县昌溪乡昌溪村，建于元至正十四年（1354年），长17.2米，宽14.2米，庙分三间，正间供奉隋末唐初的越国公汪华（谥号“忠烈”）和其第八子汪俊（八老爷），右间供奉关帝及关平、周仓，左间供奉土地菩萨、社公、社母神。柱子楹联：“德被生民永享春秋祭，功封社稷丕昭今古隆”、“英雄千古山河壮，忠烈一心天地长”、“铁马金戈开霸国于六郡，太湖昌水壮庙貌于千秋”。